# Keita The Newest
Keita The Newest（ケイタ・ザ・ ニューエスト、1979年9月23日 - ）は、日本の音楽家、シンガーソングライター。メキシコ生まれ、兵庫県神戸市育ち。バークリー音楽大学（アメリカ合衆国ボストン）出身。血液型はA型。

## 人物・来歴
メキシコ生まれ。14歳の時にギター、15歳から作曲を始める。17歳まで神戸で育つ。1996年、再びメキシコへ渡りイギリスのインターナショナルスクールに編入。その後単身でアメリカ・ボストンへ渡り、バークリー音楽大学入学。2001年に帰国・東京へ。
自らが作詞・作曲、演奏、ミキシングまで手掛けるマルチプレイヤーとして2010年、シンコーミュージックレコーズよりデビュー。オリジナリティーの非常に高い楽曲と卓越したギターテクニック、変幻自在のボーカルの表現力はデビュー当初から業界内での注目を集めた。
メキシコ、アメリカでの生活を長く経験してきたことから、他の日本のロック・ミュージシャンには持ち得ない希有な音楽的センスを持ち合わせている。ライブでは主にスリーピース編成で、自身はエレクトリック・ギター、アコースティック・ギター、ピアノを曲によって持ち替えながら歌うというスタイルを取っている。
吉井和哉がソロプロジェクト制作のために募ったオーディションに応募、マニピュレーターとしてキャリアをスタートさせる。YOSHII LOVINSON名義で発売した1stアルバム「At the BLACK HOLE」、2ndアルバム「WHITE ROOM」にマニピュレーター・ギタリストとして参加。その後、一般企業に就職しサラリーマン生活を送っていたが、菊地英昭から声がかかり即、脱サラを決意し退職。菊地プロデュースbrainchild'sの1st シングル「Buster」に打ち込み・編曲・コーラスとして参加。2ndシングル「There」においてはfeaturing artist 螢汰としてメインボーカル、作詞を担当。
- 2009年、brainchild'sの活動と平行し、ソロ活動をスタートさせる。
- 2010年、アーティスト名をKeitaからKeita The Newestへと改名。ライブ活動も積極的に行うようになる。5月26日、1stアルバム「Keita The Newest」をリリース。初のワンマンライブは即完売、ゲストに菊地英昭を迎え成功を収める。
- 2011年6月8日、デジタルシングル「革命の衝動」をiTUNES STORE、amazonMP3より世界13カ国で配信開始。amazonMP3ニューリリースベストセラーランキング3位を記録する。8月、1stに続き制作に参加したbrainchild'sの2ndAlbum「PANGEA」をリリース。同時に東名阪ツアーも行い大盛況に終わる。
- 2012年1月、brainchild'sのツアーメンバーとして全国5カ所でのアコースティックライブツアーを敢行。全公演を完売。3月7日、Keita The Newest待望の2ndアルバム「chaotic innocence」をリリース。リード曲「Emily」が全国のFM局で数多くのパワープレイを獲得する。4月、ゲストに菊地英昭を迎え東名阪ワンマンツアーを敢行。5月、brainchild'sのツアーメンバーとして東名阪ツアーを敢行。12月、下北沢440でKeita The Newestワンマンライブを敢行。
- 2013年2月、brainchild'sのツアーメンバーとして全国6カ所での「TIPP13」ライブツアーを敢行。4月、下北沢Club251でKeita The Newest3周年記念ワンマンライブを敢行。7月、Shibuya O-EASTで行われたライブイベント「貴ちゃんナイト」にbrainchild'sメンバーとして吉川晃司、TRICERATOPSらと共演する。
- 2014年5月  brainchild's 4thアルバム「4」の制作に参加、featuring artistとして2曲作詞、メインボーカルを努める。11月、brainchild'sのメンバーとして、初の赤坂BLITZでの公演を含む全国9カ所を巡るアコースティックツアーを敢行。
- 2015年3月、Keita The Newest初となるライブDVDをリリースする。7月・8月、Keita The Newestはfeaturing artistとしてbrainchild's初のビルボード東京、ビルボード大阪での公演を行う。
- 2017年10月、3rdアルバム「裸の王様」をリリース。brainchild's渡會将士 と東名阪ツアーを行う。
- 2018年4月、アリオラジャパンよりリリース予定のbrainchild's新アルバム付属DVD収録曲「精神一到何事か為らざらん」にボーカリストとして参加。

## 主な作品
- ガストCM音楽作曲
- club asiaコンピレーション・アルバム（バンドleapのギタリスト、作曲家として）

- YOSHII LOVINSON
  - 1stシングル「TALI」マニピュレーター （2003年）
  - 3rdシングル「トブヨウニ」打ち込み、ギター（2004年）
  - 4thシングル「CALL ME」打ち込み（2005年）
  - 1stアルバム「At the BLACK HOLE」キーボード（2004年）
  - 2ndアルバム「WHITE ROOM」打ち込み（2005年）
- TV番組セサミストリートキャラクター "モジャボ" テーマソング「筋肉ロック」打ち込み
  - （以上、東芝EMIよりリリース）

- brainchild's（菊地英昭プロデュース）
  - 1stシングル feat.奥田みわ「Buster」編曲、打ち込み、キーボード、コーラス（2008年）
  - 2ndシングル feat. keita「there」作詞、打ち込み、ボーカル、パーカッション（2009年）
  - 1stアルバム「brainchild's」作詞、打ち込み、ボーカル、コーラス（2009年）
  - 2ndアルバム「PANGEA」打ち込み、ボーカル（2011年）
  - 1stミニアルバム「6continents」打ち込み、ボーカル（2011年）
  - アルバム「Major Code」キーボード、ボーカル（2013年）
  - 4thアルバム「4」作詞、打ち込み、キーボード、ボーカル（2013年）
  - 2ndミニアルバム「まん中」打ち込み、シンセサイザー、コーラス（2016年）
    - （以上brainchild'smusic,ユニバーサルミュージックジャパンよりリリース）

## ディスコグラフィー
- Keitaミニアルバム「スピーカー」（2009年 iTunes Storeにて配信）
- Keita The Newest
  - 1st アルバム「Keita The Newest」リリース2010.5.26（シンコーミュージックレコーズ）
  - デジタルシングル「革命の衝動」リリース2011.6.08（all rounders entatainment）
  - 2nd アルバム「chaotic innocence」リリース2012.3.7（シンコーミュージックレコーズ）
  - LIVE DVD「Keita The Newest acoustic solo live」リリース2015（KTN music hub）
  - 3rd アルバム「裸の王様」リリース2017.10.11（シンコーミュージックレコーズ）